# ورقه ماه دارالفنون
نشریهٔ ورقه ماه دارالفنون نخستین نشریه در تاریخ مطبوعات ایران است که به‌طور تمام و کمال، از بهر و ویژهٔ دانش‌آموزان تهیه و منتشر می‌شد. این نشریه که مصداق کامل یک نشریهٔ آموزشگاهی، به معنی نشریهٔ داخلی یک محیط آموزشی می‌بود، به سال ۱۳۱۱ (قمری)، در مدرسهٔ دارالفنون تبریز _ که دربردارندهٔ دوره‌های ابتدایی و متوسطه می‌بود _ با سردبیری ایرج میرزا (با امضای صدرالشعرا) که خود یکی از شاگردان آن مدرسه بود، آغاز به انتشار کرد. «ورقه ماه دارالفنون» تبریز کاملاً رایگان بود. تنها چهار شماره از این نشریه منتشر شد.

## درون‌مایه
تمام مطالب ورقه ماه دارالفنون تبریز را، که به گفتهٔ خویش، «برای هشیاری ابناء وطن» منتشر می‌گردید، اخبار، رویدادها و برنامه‌های داخلی مدرسه تشکیل می‌داد. در هر شمارهٔ آن حدیثی از یکی از پیشوایان دینی پیرامون فضیلت یادگیری و دانش‌اندوزی درج می‌شد. در شمارهٔ سوم این نشریه چنین آمده‌است:

«هر کسی از مطالب علمیه و نکات ذوقیه که اسباب مزید شوق شاگردان مدرسه و مایه حصول بصیرت و استفاده باشد و بخواهد که نشر کند و برای مدیر این ورقه مظفریه بفرستد با کمال امتنان پذیرفته خواهد شد و به تصدیق رییس به حلیه طبع خواهد رسید».